# UFO
UFO és un grup de Rock / Heavy Metal britànic creat el 1969. UFO es va transformar en una banda transicional entre Hard Rock primitiu i Heavy Metal i va aparèixer com la New Wave del Heavy Metal britànic.
La influència d'UFO es va sentir fortament en l'escena del Heavy Metal dels anys 80 i han estat citats com influència primària de Dave Mustaine de Megadeth, Steve Harris de Iron Maiden i Kirk Hammett de Metallica, entre d'altres.
UFO està al lloc #84 del rànquing dels 100 Greatest Artists of Hard Rock de VH1.

## Biografia

### Principi
El vocalista Phil Mogg, el guitarrista Mick Bolton, el baixista Pete Way i el bateria Andy Parker van formar la banda a l'agost de 1969. Originalment van prendre el nom de 'Hocus Pocus', el grup va canviar el seu nom a UFO en honor del club londinenc on van ser descoberts per Noel Moore, que els va contractar per al seu segell Beacon Records. El seu primer àlbum va debutar el 1970 i va ser un típic exemple de hard rock amb influències de blues i boogie. L'àlbum incloïa una versió heavy del clàssic d'Eddie Cochran "C'mon Everybody". UFO 1 i el seu successor, Flying, van ser reeixits al Japó (especialment el single "C'mon Everybody" on va esdevenir un gran èxit) i a Alemanya (la cançó "Boogie For George", també del primer àlbum, va aconseguir el nombre 30 en el rànquing de singles alemany i "Prince Kajuku" d'UFO 2 - Flying va aconseguir el nombre 26), però van generar poc interès a Gran Bretanya i els Estats Units. Conseqüentment, el seu tercer esforç, "UFO Lands In Tokyo" (també conegut com a "UFO Live" i "UFO Landed In Japan"), va ser editat només al Japó.
El gener de 1972 Mick Bolton deixa el grup i UFO busca un guitarrista capaç de proporcionar a la banda un so rocker més estàndard.

### Èxit internacional
Després d'algunes proves amb Larry Wallis (febrer a novembre del 1972) i Bernie Marsden (de gira amb UFO per Europa i va gravar el demo "Give Her The Gun"), la banda incorpora a Michael Schenker de Scorpions al juny del 1973. En una nova companyia, Chrysalis Records, i amb un nou productor, Leo Lyons, UFO grava "Phenomenon" el 1974, amb un so de guitarres més dur. Schenker tenia solament 19 anys en aquest moment, però ja era un guitarrista respectat. Phenomenon no va ser un clàssic instantani, però contenia molts favorits dels fans com "Doctor Doctor" (posteriorment un èxit menor en la seva versió en viu) i "Rock Bottom" (que s'estenia en viu perquè Schenker es lluís). En la gira de Phenomenon, l'exguitarrista de Skid Row, Paul Chapman es va unir al grup però ho va deixar al gener del 1975 per a formar Lone Star.
La banda va editar "Force It" (juliol del 1975) i "No Heavy Petting" (maig del 1976) amb extenses gires, que van aconseguir que UFO fos vist per les audiències nord-americanes i els va convertir en grans estrelles a Anglaterra.
Després que la banda experimentés amb teclats (durant l'enregistrament de Force It), l'argentí Danny Peyronel (que posteriorment formaria part del grup de rock del seu país Riff), es va unir a la formació a l'agost del 1975. L'estiu següent els va abandonar per a formar The Blue Max. El juliol del 1976 la banda va contractar al teclista i segon guitarra Paul Raymond, de Savoy Brown, per al seu disc Lights Out (1977). Aquest àlbum és el cim de la carrera d'UFO i és considerat un clàssic del Rock dels 70, contenint cançons com "Too Hot To Handle", "Lights Out", i l'opus de 7 minuts "Love To Love". Amb Lights Out, la banda va rebre crítiques favorables.
Amb el seu recent èxit, la banda va tornar a estudis per a gravar Obsession el 1978. Encara que no va tenir el succés del seu predecessor, Obsession contenia diverses pistes populars, com "Cherry" i "Only You Can Rock Em".
Més endavant, aquest mateix any, la banda grava en viu "Strangers In The Night". El disc va ser un èxit de crítiques i comercial i és un dels àlbums dels 70 més influents (juntament amb Live and Dangerous de Thin Lizzy, Alive! de Kiss i Frampton Comes Alive de Peter Frampton).

### La partida de Schenker
Les tensions començaven a créixer entre Phil Mogg i Michael Schenker a fins dels 70 i abans del llançament de Strangers In The Night (gener del 1979), Schenker va deixar la banda. Va tenir un petit retorn a Scorpions per a després formar el seu Michael Schenker Group.

### Els anys post-Schenker
Amb la partida de Schenker, UFO contracta ràpidament a Paul "Tonka" Chapman en guitarra de nou i llança el seu pròxim LP, No Place To Run al gener del 1980, produït per George Martin, famós pel seu treball amb The Beatles. El disc no va poder aconseguir l'èxit dels seus predecessors. Paul Raymond va deixar la banda al final de la gira i va ser reemplaçat per John Sloman de Uriah Heep per un parell de mesos i després per Neil Carter, exguitarrista i tecladista de Wild Horses, que va ajudar a omplir el buit compositiu que havia deixat la partida de Schenker. Carter va debutar amb UFO en l'escenari en el Reading Festival el 23 d'agost del 1980. A principis de l'any següent, UFO va editar "The Wild, The Willing And The Innocent", amb producció pròpia i un so més proper al pop rock, molt popular en aquesta època.
Al febrer del 1982, "Mechanix". Contenia la cançó "Back Into My Life", d'èxit reduït als Estats Units. Posteriorment aquest any, Pete Way, membre fundador, va deixar la banda per a formar Waysted. Va ser reemplaçat per Paul Gray, baixista exDamned & Eddie and the Hot Rods. UFO va llançar Making Contact el 1983, amb un fracàs comercial i de crítiques, el que decideix la separació del grup.
No obstant això, dos anys després, Mogg rearma una nova formació d'UFO i edita Misdemeanor, seguit de l'EP del 1988 "Ain't Misbehavin'". Malgrat la renovada vitalitat de la banda, cap de les dues edicions va ser un èxit financer, pel que la banda es torna a separar.

### Les reunions
En 1992, Mogg i Way decideixen armar la banda novament i llancen "High Stakes & Dangerous Men". Encara que es va editar per un petit segell independent, High Stakes va ser suficient per a generar interès en una reunió completa. A l'any següent, la formació clàssica d'UFO -Mogg, Schenker, Way, Raymond i Parker- es va reunir i l'àlbum resultant, "Walk on Water", va ser editat el 1995. Aquesta formació va sortir de gira per tot el món amb Simon Wright (AC/DC) a la bateria. No obstant això, les tensions van aparèixer novament i Schenker va abandonar la banda enmig de la gira. Per tant, els altres membres van decidir tornar a separar-se.
Phil Mogg i Pete Way van continuar treballant junts i van llançar dos àlbums amb el nom Mogg/Way fins als 90.

## Esdeveniments recents
El 2000, Schenker torna a unir-se a UFO i la banda edita el CD doble "Covenant", que contenia un disc de material nou i un altre de clàssics en viu. Malgrat els rumors constants sobre la posició de Schenker respecte al grup, torna el 2002 per a gravar Sharks. Després de l'edició, deixa la banda definitivament. Mogg, Raymond i Way decideixen reemplaçar Schenker amb Vinnie Moore.
El 2004 la banda edita "You Are Here" amb Jason Bonham (fill del bateria de Led Zeppelin) a la bateria).
Al novembre del 2005, Andy Parker torna a la banda per a tocar en el festival de Piorno a Granada, Espanya.
El dinovè àlbum d'estudi d'UFO, titulat "The Monkey Puzzle", es va editar a Europa el 25 de setembre del 2006 i l'endemà als Estats Units.

## Membres del grup

### Membres actuals
- Phil Mogg - cantant
- Vinnie Moore - guitarra
- Paul Raymond - teclat, guitarra
- Pete Way - baix
- Andy Parker - bateria

### Antics membres
- Michael Schenker - guitarra
- Paul Chapman - guitarra
- Laurence Archer - guitarra
- Bernie Marsden - guitarra
- Larry Wallis - guitarra
- Billy Sheehan - baix
- Aynsley Dunbar - bateria
- Robbie France - bateria
- Jason Bonham - bateria
- Simon Wright - bateria
- Neil Carter - teclat, guitarra
- Paul Gray - baix
- Mick Bolton - guitarra
- Tommy McClendon aka Atomik Tommy M - guitarra
- Clive Edwards - bateria
- Danny Peyronel - teclat

## Discografia

### Àlbums
- UFO (1971) Uncharted
- Flying (1972) Uncharted
- Phenomenon (1974) Uncharted
- Force It (1975) Chart Position 71 (US)
- No Heavy Petting (1976) Chart Position 167 (US)
- Lights Out (1977) Chart Position 51 (UK), 23 (US)
- Obsession (1978) Chart Position 26 (UK), 41 (US)
- No Place To Run (1980) Chart Position 11 (UK), 51 (US)
- The Wild, The Willing And The Innocent (1981) Chart Position 19 (UK), 77 (US)
- Mechanix (1982) Chart Position 8 (UK), 82 (US)
- Making Contact (1983) Chart Position 32 (UK), 153 (US)
- Misdemeanor (1985) Chart Position 74 (UK), 106 (US)
- Ain't Misbehavin' (1988) Uncharted
- High Stakes & Dangerous Men (1992) Uncharted
- Walk On Water (1995) Uncharted
- Covenant (2000) Uncharted
- Sharks (2002) Uncharted
- You Are Here (2004) Uncharted
- The Monkey Puzzle (2006) Uncharted
- The Visitor (2009)

### Discos en directe
- Live (1972) Uncharted
- Live In Concert (1974)
- Lights Out In Tokyo (1978)
- Strangers In The Night (1979) Chart Position 42 (US), 8 (UK)
- Live In Japan (1992)
- T.N.T. (1993)
- Live In Texas (1994)
- Heaven's Gate (1995)
- X-Factor: Out There & Back (1997)
- On With The Acton (1998)
- Showtime (2005)

### Discos de grans èxits
- Space Metal (1976)
- Anthology (1986)
- The Essential UFO (1992)
- Best Of UFO: Gold Collection (1999)

### Recopilatòris
- Flying, The Early Years

## Vídeos
- Too Hot to Handle (1994)
- Showtime (2005)